# Мордовское имя
Дохристианский именослов в мордовских языках: мокшанском и эрзянском насчитывает более тысячи имён. Он состоит преимущественно из самобытных имён, но также есть и определённая часть из них, которую можно отнести к заимствованным из славянских, тюркских языков, арабского языка и т. д. Некоторые старинные личные имена дали основу для современных мордовских фамилий.
Антропонимическая модель у мордвы двучленная. Она включает имя отца (отчество), стоящее на первом месте в родительном падеже, и имя собственное, например: Пивцаень Нуянза, Учватонь Паксют, Тумаень Виряс, Кежеватонь Сюмерьге, Ведяень Коломас, Вечкомасонь Чамза, Москаень Овтай, Нуякшонь Паруш, Вирдянонь Пичай, Сыресень Кавтась, Кирдяень Куляс.
Стоит отметить, что как и эрзянские, так и мокшанские антропонимы имели, в основном, одинаковое хождение среди обоих мордовских народов.

## Личное имя
Основы традиционных мордовских личных имён обычно обозначают или черту характера — Кежай, Кежут, Кежапа, Кежеват, Кежедей от мокш. и эрз. кежей (злой), Паруш от мокш. и эрз. паро (хороший), или передают отношение к ребёнку, чувства родителей — Вечкас, Вечкуш, Вечкан, Вечковат, Вечкенза от мокш. и эрз. вечкемс (любить); Учай, Учват, Учесь, Учан от мокш. и эрз. учемс (ждать); или называют место рождения ребёнка — Паксяй, Паксют, Пакстян от мокш. и эрз. пакся (поле); Виряй, Виряс, Вирдян от мокш. и эрз. вирь (лес); или содержат намек на время рождения — Нуят, Нуянза, Нуякша от мокш. и эрз. нуемс (жать); Пивцай от мокш. и эрз. пивцемс (молотить); Кирдяй от глагола мокш. и эрз. кирдемс (терпеть, держать), так могли назвать ребенка, появившегося на свет после трудных родов или долгожданного первенца и т. д.
У мордвы бытовали также имена с основами, обозначающими названия растений и животных, например: Овтай от мокш. и эрз. овто (медведь); Пиняй, Пиняс от мокш. и эрз. пине (собака); Каргай, Каргаш от мокш. и эрз. карго (журавль), Пичай от пиче мокш. и эрз. сосна, Тумай от мокш. и эрз. тумо (дуб).
Помимо собственно мордовских имён, до христианизации бытовали имена, заимствованные у соседних народов. В частности, среди заимствованных имён много древнерусских и великорусских имён до- и нехристианского характера, а также имена тюркского происхождения. Проникновение древнерусских имён в мордовский именослов, по-видимому, началось очень рано: с I тысячелетия н. э., а во II тысячелетии русско-мордовские связи только укрепились. Среди мордвы из русских нехристианских имён имели наибольшее хождение такие, как Несмеян, Любим, Назван, Бурнай, Поздей, Чудай, Ждан, Гуляй, Малка, Девятка, Радай, Надежка, Дурай, Дурнай, Буди, Милуш, Первуш, Жадей, Живай, Петай и т. д. Также довольно широко были распространены тюркские имена, воспринимавшиеся мордвой в результате контактов с тюркскими народами (сначала до принятия ислама, а затем и исламизированными), в первую очередь, с татарами. К тюркским именам относятся Булай, Чембулай, Чалмай, Сабай, Китай, Мемей, Ногай, Селеват, Сюлдюк, Казанчей, Бичура, Ямаш и др.
К настоящему времени дохристианские личные имена практически не используются. В ходе христианизации мордвы, начавшейся с середины XVI в., среди неё стали распространяться церковные имена, подвергшиеся языковой адаптации в мордовских языках.
| Имя           | Мордовский аналог |
| ------------- | ----------------- |
| Феодор/Фёдор  | Кведор (эрз. )    |
| Филипп        | Квилё             |
| Фома          | Кома              |
| Никифор       | Микикор           |
| Николай       | Миколь            |
| Харитон       | Каритон           |
| Захарий/Захар | Закар             |

| Имя                  | Мордовский аналог |
| -------------------- | ----------------- |
| Феодосия/Федосья     | Кведо             |
| Марта/Марфа          | Марква            |
| Евфросиния/Ефросинья | Окро              |
| Агафья               | Ога               |
| Аксинья              | Окся              |
| Ирина                | Орё, Оряй         |
| Акулина              | Околь             |
| Елена                | Олёна, Олё        |
| Авдотья              | Олдо, Олдай       |
| Дарья                | Дарё              |
| Мария                | Марё              |
| Анисья               | Ансё              |
| Василиса             | Васё              |
| Матрёна              | Матрё             |
| Наталья              | Наталь            |
| Лукерья              | Лукирь            |

### Эрзянские личные имена

#### Христианские имена
| Имя           | Эрзянский аналог  |
| ------------- | ----------------- |
| Авраам/Абрам  | Обрам             |
| Александр     | Сандра            |
| Алексей       | Алёк              |
| Андрей        | Андю              |
| Антон         | Онтон             |
| Артём         | Артё              |
| Гавриил       | Гаврё, Гаво, Галё |
| Григорий      | Дриго, Дрига      |
| Василий       | Васюк, Васют      |
| Виктор        | Викай             |
| Владимир      | Оло, Олодя        |
| Дорофей       | Доро              |
| Захар         | Закар             |
| Егор          | Ёгорь, Ега        |
| Игнатий/Игнат | Иго, Игай         |
| Илья          | Илько, Илькут     |
| Кирилл        | Кирё              |
| Матвей        | Матё              |
| Мефодий       | Нехот             |
| Михаил        | Михал, Микай      |
| Моисей        | Мосей             |
| Никифор       | Микикор           |
| Николай       | Миколь, Микулай   |
| Павел         | Павол, Паул       |
| Сергей        | Серьгу, Сегай     |
| Софрон        | Сохрон            |
| Тимофей       | Тимо, Тюма        |
| Трофим        | Трохим            |
| Фёдор         | Кведор            |
| Филипп        | Квилё             |
| Фома          | Кома              |
| Харитон       | Каритон           |
| Фаддей        | Ходдей            |

| Имя                | Эрзянский аналог |
| ------------------ | ---------------- |
| Авдотья            | Олдай            |
| Агафья             | Ганя, Ога        |
| Агриппина/Аграфена | Окро             |
| Аксинья/Оксана     | Окся             |
| Акулина            | Околь, Куля      |
| Александра         | Леса, Лёкса      |
| Анастасия          | Наста            |
| Анисья             | Ансё             |
| Анна               | Анка             |
| Варвара            | Варо, Вара       |
| Вера               | Верки            |
| Дарья              | Дарё             |
| Евгения            | Евля             |
| Марфа              | Марква           |
| Мария              | Марё             |
| Матрёна            | Матря, Матя      |
| Ольга              | Ольке            |
| Пелагея            | Полё, Палага     |
| Светлана           | Валда, Валдоня   |
| Степанида          | Спёпа            |
| Федосья            | Кведо            |
| Христина/Кристина  | Крестя           |

### Мокшанские личные имена
| Имя            | Значение     |
| -------------- | ------------ |
| Сюлга          | чайка        |
| Панзи          | канюк        |
| Мече           | голубь       |
| Пилекш         | свиристель   |
| Пучкарган      | цапля        |
| Туртас, Турташ | дрозд        |
| Турпур         | дикий голубь |
| Карьгата       | чёрный дрозд |
| Тундас         | пеночка      |
| Тяргон, Тяргас | коростель    |
| Тельга         | иволга       |
| Торай          | дикий гусь   |
| Кавал          | коршун       |
| Куцькан        | орёл         |
| Увксни         | удод         |
| Цёфкс          | соловей      |
| Шавача         | сойка        |
| Сязьгата       | сорока       |
| Шякшата        | дятел        |
| Шурман         | рябчик       |
| Яксярга        | утка         |
| Сузи, Сувози   | глухарь      |
| Пулукш         | тетерев      |

Женские:
- Кара
- Кемельхтя
- Кодай (прясть)
- Стай (хорошая швея)
- Салоня
- Тевтярь (родившаяся в пору роения пчёл)
- Трафа
- Яга
- Еша
- Васальге (возможно от Василисы)
- Кизор (лето)
- Тундас (весна)
- Алгас (родившийся в низине)
- Рамас (купить)
- Кельган, Кельге (любить)
- Куяма (от жир, сало)
- Ракшай (зверь)
- Эрекай (живой, подвижный)
- Порапа (рощи)
- Паранза - (эрзянь) (хороший)
- Кичат, (по эрзянски (птичка) КИЧА - ЧИЖ.)
- Кецята (радость)
- Нолдаш (отпускать)
- Алякс (мужчина)
- Цятна
- Сатнай
- Мокшай
- Тюштя
- Пуреш
- Кафтор
- Рангай
- Цифтомаз
- Пинкедь
- Ромай
- Армей
- Ордащ - (эрз. ордадомс, ордаш - рассерженный)
- Ардащ
- Саущ
- Мартас
- Цякай
- Пекта
- Кальдя - (эрзянь лем)
- Курай - (эрзянь лем)
- Аржа
- Зетай
- Мялеха

## Фамилии
Среди мордовских народов фамилии появились во время христианизации. Как правило, фамилия, записывавшаяся в церковных документах по результатам крещения, образовывалась по образцу русских от имени отца. Наиболее распространёнными окончаниями мордовских фамилий являются -ов, -ев, -ин и -(к)ин. К примеру, сын Кудаша получал фамилию Кудашев или Кудашкин (от Кудашка-о).
Именно в фамилиях наиболее явно сохранились следы дохристианских мордовских личных имён. Вот некоторые из них:
- Кирдяев, Кирдяйкин — Кирдяй;
- Кудашов, Кудашкин — Кудаш;
- Учватов, Учваткин — Учват;
- Нуянзин — Нуянза;
- Коломасов, Коломаскин — Коломас;
- Казеев, Казейкин — Казей;
- Сураев, Сурайкин — Сурай;
- Кемаев, Кемайкин — Кемай;
- Тингаев, Тингайкин — Тингай;
- Тремасов — Тремас;
- Янгаев, Янгайкин — Янгай;
- Пиксаев, Пиксайкин — Пиксай;
- Суродеев, Суродейкин — Суродей;
- Кильдюшов, Кильдюшкин — Кильдюш;
- Симдянов, Симдяйкин — Симдян;
- Вирясов, Виряскин — Виряс;
- Ведяшов, Ведяшкин — Ведяш;
- Пивцаев, Пивцайкин — Пивцай;
- Резаев, Pезайкин — Резай;
- Кежватов, Кежваткин — Кежват;
- Кулясов, Куляскин — Куляс.

## Особенности мордовской антропонимики
Некоторые мордовские антропонимы по крайней мере, в XX веке, если не по наше время, бытуют в качестве наименований родственных групп (мокш. и эрз. кудоюртонь лемть) — группы отдельных семей, ведущих своё происхождение от одного общего предка. Такое наименование восходит, как правило, к языческому имена пращура. Подобное явление отмечено как и в эрзянских, так и в мокшанских сёлах: так, ещё в 1960-е годы в эрзянском селе Иванцево (Нижегородская область) были известны такие имена родственных групп, как «Кежаинь» (от Кежай), «Лямаинь» (от Лямай), «Бубушкань» (от Бубуш) и т. д.

## Изучение
Мордовская дохристианская антропонимия до сих пор изучена недостаточно. В середине-конце XX века, тем не менее, интенсивность изучения мордовской антропонимики возросла, начали составляться перечни мордовских личных имён, реконструируемых, в том числе, на базе топонимов (включая их за пределами Мордовии). К концу 1960-х годов было собрано более 1000 личных имён.